# Calvisano
Calvisano (Calvisà in dialetto bresciano) è un comune italiano di 8 446 abitanti della provincia di Brescia in Lombardia.

## Geografia fisica

### Territorio
Il territorio comunale è pianeggiante, dato che appartiene alla bassa bresciana orientale, e si estende su una superficie di 45,14 km. Il fiume Chiese ne attraversa la parte sudorientale, per un tratto fungendo da confine con il territorio di Carpenedolo.
Il paese si trova a circa ventotto chilometri a sud dal capoluogo di provincia ed a circa 50 chilometri da Mantova.
- Classificazione sismica: zona 3 (sismicità bassa)[7].

### Clima
Il clima a Calvisano è caldo e moderato, con piovosità significativa durante tutto l'anno.
La temperatura media annuale è di 14 °C, essendo luglio il mese con temperature più alte (29,6 °C) e gennaio il mese con temperature più basse (0,1 °C).
La piovosità media annuale è di 1007 mm. In particolare le piogge sono più scarse nel mese di gennaio (52 mm) e più abbondanti nel mese di settembre (111 mm).
| [ 8 ]               | Mesi | Mesi | Mesi | Mesi | Mesi | Mesi | Mesi | Mesi | Mesi | Mesi | Mesi | Mesi | Stagioni | Stagioni | Stagioni | Stagioni | Anno  |
| [ 8 ]               | Gen  | Feb  | Mar  | Apr  | Mag  | Giu  | Lug  | Ago  | Set  | Ott  | Nov  | Dic  | Inv      | Pri      | Est      | Aut      | Anno  |
| ------------------- | ---- | ---- | ---- | ---- | ---- | ---- | ---- | ---- | ---- | ---- | ---- | ---- | -------- | -------- | -------- | -------- | ----- |
| T. max. media (°C)  | 7,1  | 9,4  | 14,2 | 18,2 | 22,7 | 27,4 | 29,6 | 29,0 | 23,9 | 18,4 | 12,3 | 7,5  | 8,0      | 18,4     | 28,7     | 18,2     | 18,3  |
| T. min. media (°C)  | 0,1  | 0,8  | 4,0  | 8,0  | 12,5 | 17,2 | 19,8 | 19,7 | 15,6 | 11,3 | 6,1  | 1,2  | 0,7      | 8,2      | 18,9     | 11,0     | 9,7   |
| Precipitazioni (mm) | 52   | 56   | 63   | 89   | 100  | 91   | 74   | 91   | 111  | 107  | 111  | 62   | 170      | 252      | 256      | 329      | 1 007 |

## Origini del nome
Secondo quanto riportato da Mazza (1986), il toponimo deriverebbe dal latino Calvisius o da Calventiani, nomi di antichi romani proprietari di fondi. Lo stesso nome Calvisius è stato rinvenuto su una lapide presso la villa di Maderno.

## Storia
Ritrovamenti di selci, ceramica e altri reperti, lungo i corsi d'acqua, attesta la presenza dell'uomo già nel periodo Neolitico inferiore.

### Epoca romana e longobarda
Nel territorio di Calvisano sono state rinvenute numerose testimonianze di epoca romana come lapidi e resti archeologici. Tra le lapidi, conservate nel Museo della città di Brescia presso Santa Giulia, una è intitolata a Giove, mentre un'altra alle Matrone, divinità celtiche. In località Luogo del Principe, nel 1891 fu rinvenuta traccia di una costruzione romana di epoca imperiale con pavimenti a mosaico, tegole e vasi.
Il filologo e professore inglese Robert Seymour Conway consacrò gran parte della sua vita allo studio di Virgilio e dei dialetti italici; a tal proposito, in data 8 novembre 1922, tenne una conferenza a Manchester, dove espose ed illustrò il proprio lavoro e come giunse alla conclusione che il poeta latino fosse nato in un podere tra Calvisano e Carpenedolo.
La conferenza venne poi pubblicata su una rivista accademica col titolo Where was Vergil's farm?, di cui ci è data la rispettiva traduzione in italiano, Dov'era il podere di Virgilio?, ad opera dell'Associazione italiana di cultura classica; fecero seguito ulteriori indagini e approfondimenti, fruibili nel saggio Further considerations on the site of Vergil’s farm.
Di epoca longobarda è la necropoli rinvenuta in località Mercadellus durante i lavori di costruzione della Brescia–Parma. Formata da circa cinquecento tombe, furono trovate crocette auree, fibule e bacilli in bronzo. Re Desiderio donò vasti possedimenti calvini alla Badia Leonense, confermati da diplomi dei re d'Italia Berengario II e da Adalberto II.

### Epoca medievale

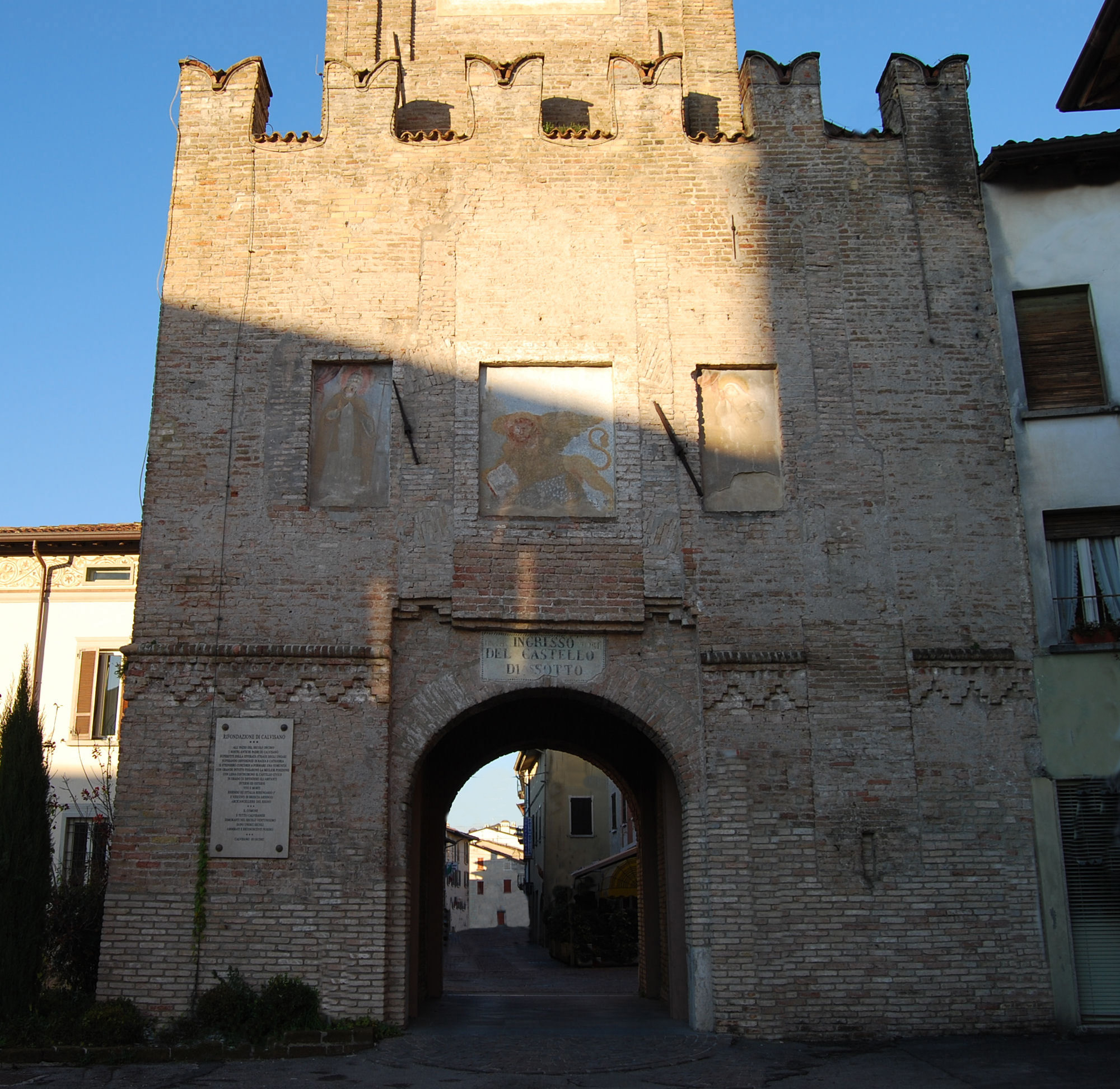
La torre del castello

Il nome di Calvisano compare in numerosi diplomi imperiali tra il X e il XII secolo e in alcune donazioni di nobili, come quelle di Nuvolo Martinengo e Matilde dei conti di Desenzano, alla Badia Leonense o abbazia di San Tommaso ad Acquanegra sul Chiese.
Nel X secolo fu edificato il castrum a difesa della popolazione.
Il 2 gennaio 1158 il vescovo di Brescia Raimondo investì Pietro e Lanfranco Martinengo di un feudo a Calvisano.
Nel 1279, la repubblica comunale di Brescia affidava a Calvisano e ai paesi limitrofi la costruzione della strada collegante Casalmoro a Remedello.
Nel 1313, Graziolo Calvisano, in qualità di console di Brescia cooperò nella pace di Gussago affinché si trovasse un accordo tra i guelfi e ghibellini della città. Tre anni dopo i Ghibellini in fuga da Brescia si rifugiarono anche presso il castello calvino.
Una lite del 1353 attesta la prima presenza del comune. Secondo Mazza (1986), il paese si sviluppò attorno al castello formando i cosiddetti Borgo di sopra e Borgo di sotto. Nell'Estimo visconteo del 1385, la municipalità era posta all'interno della quadra di Ghedi e Calvisano; in seguito divenne singola capoquadra.
Durante la prima metà del Quattrocento il paese fu coinvolto nella lotta tra Visconti e Serenissima per il controllo del territorio corrispondente all'attuale provincia di Brescia. Nel 1406, Giovanni Maria Visconti riconobbe Calvisano come corpo separato da Brescia e dipendente quindi da Milano. Cinque anni dopo i Boccacci cercano di far aderire anche Calvisano al tentativo di rivolta contro Pandolfo III Malatesta, a quel tempo signore della città cidnea. Nel 24 marzo 1427, i Visconti ripresero il controllo del paese e concessero alcuni privilegi come il giorno di mercato, stabilito in lunedì, e la giurisdizione su Remedello Sopra. Un mese dopo, il Carmagnola occupò Calvisano che fu costretto a sottomettersi a Venezia. Nel 1438, il paese si consegnò a Niccolò Piccinino, generale dei Visconti, che confermò i privilegi aggiungendovi l'immunità dal dazio. Nel 1440 e ancora nel 1441 fu occupato dalle forze venete, prima condotte da Francesco Sforza e in seguito dai Martinengo.
Per dieci anni la situazione sembrò assestarsi a favore della Serenissima, ma nel 1451, quando lo Sforza, divenuto signore di Milano, prese le armi contro la repubblica veneziana, il paese sostenne il condottiero. Solo con la Pace di Lodi del 1454, Calvisano fu definitivamente assegnato alla Repubblica di Venezia.

### Epoca veneta
Nel corso del Quattrocento avvenne la separazione della parrocchia dalla pieve di Visano. La comunità religiosa si sviluppò attorno alla cappella di San Michele per poi essere trasferita all'interno del castello, presso la chiesa di San Silvestro
Nel 1483, durante la guerra di Ferrara, il castello calvino fu occupato dal marchese Federico Gonzaga che vi lasciò i suoi soldati al comando di Francesco Secco. Gli abitanti si ribellarono e, dopo la vittoria, issarono le insegne di San Marco.
Nel 1510, durante la guerra della Lega di Cambrai dovette ospitare i cavalli dell'esercito francese e subire, cinque anni dopo, l'occupazione di venturieri reduci della guerra stessa. Secondo una leggenda riportata da Mazza (1986) questi ultimi fuggirono grazie all'apparizione della beata Cristina Semenzi.
Durante il Cinquecento, Calvisano divenne vicariato maggiore e capoluogo di una quadra comprendente i vicini comuni di Isorella e di Visano. Il ruolo di capoluogo di quadra è confermato dall'Elenco comuni Territorio di Brescia del 1679 e dalla Descrizione generale del 1764.

### Epoca napoleonica e asburgica
Con la costituzione della Repubblica Bresciana (marzo-novembre 1797), Calvisano fu assegnato al cantone del Clisi. L'anno seguente fu riconosciuto come comune autonomo all'interno del dipartimento del Mella della repubblica Cisalpina. In seguito fu ribattezzato Calvisano con Mezzane e, nel settembre 1798, fu assegnato al distretto dei Colli.
Nel 1801, con la ridefinizione amministrativa della repubblica Cisalpina fu inglobato nel distretto III di Verola Alghisi e in tale veste si mantenne con il passaggio alla napoleonica repubblica italiana (1802).
Con l'avvento del napoleonico regno d'Italia (1805), a Calvisano con Mezzane fu assegnato il territorio del soppresso comune di Malpaga, per cui mutò nome in Calvisano con Malpaga e Mezzane. Il nuovo comune entrò a far parte del cantone VII di Lonato appartenente al distretto I di Brescia del dipartimento del Mella e fu considerato di seconda classe ai sensi dal decreto 8 giugno 1805. Nel 1810 alla municipalità fu assegnato anche il territorio del soppresso comune di Visano.
Nel 1815, dopo il congresso di Vienna, entrò a far parte della provincia di Brescia del regno Lombardo-Veneto, retto dagli Asburgo d'Austria. Privata del territorio di Visano e nota anche come Calvisano con Mezzane e Malpaga, la municipalità fu assegnata al distretto IV di Montichiari. La configurazione amministrativa fu confermata anche nel 1844 e nel 1853.

### Dopo l'Unità d'Italia
A seguito degli eventi della seconda guerra d'indipendenza italiana, Calvisano entrò a far parte del Regno di Sardegna (dal 1861, Regno d'Italia). Fu assegnato al mandamento II di Montechiaro, appartenente al circondario di Castiglione delle Stiviere della nuova provincia di Brescia. Nel 1868, il comune, come il resto del mandamento di Montichiari, fu associato al circondario di Brescia.
Nell'agosto 1893, il paese fu raggiunto dalla Piadena–Brescia.
Nel 1972, nella frazione di Viadana, fu inaugurato il complesso dell'Acciaieria di Calvisano.

### Simboli
Lo stemma comunale è stato riconosciuto con decreto del capo del governo del 9 dicembre 1930.
d'oro, all'aquila spiegata, coronata di nero. Ornamenti esteriori da Comune.»
Il gonfalone, concesso con regio decreto del 3 luglio 1930, è un drappo di azzurro.

## Monumenti e luoghi d'interesse

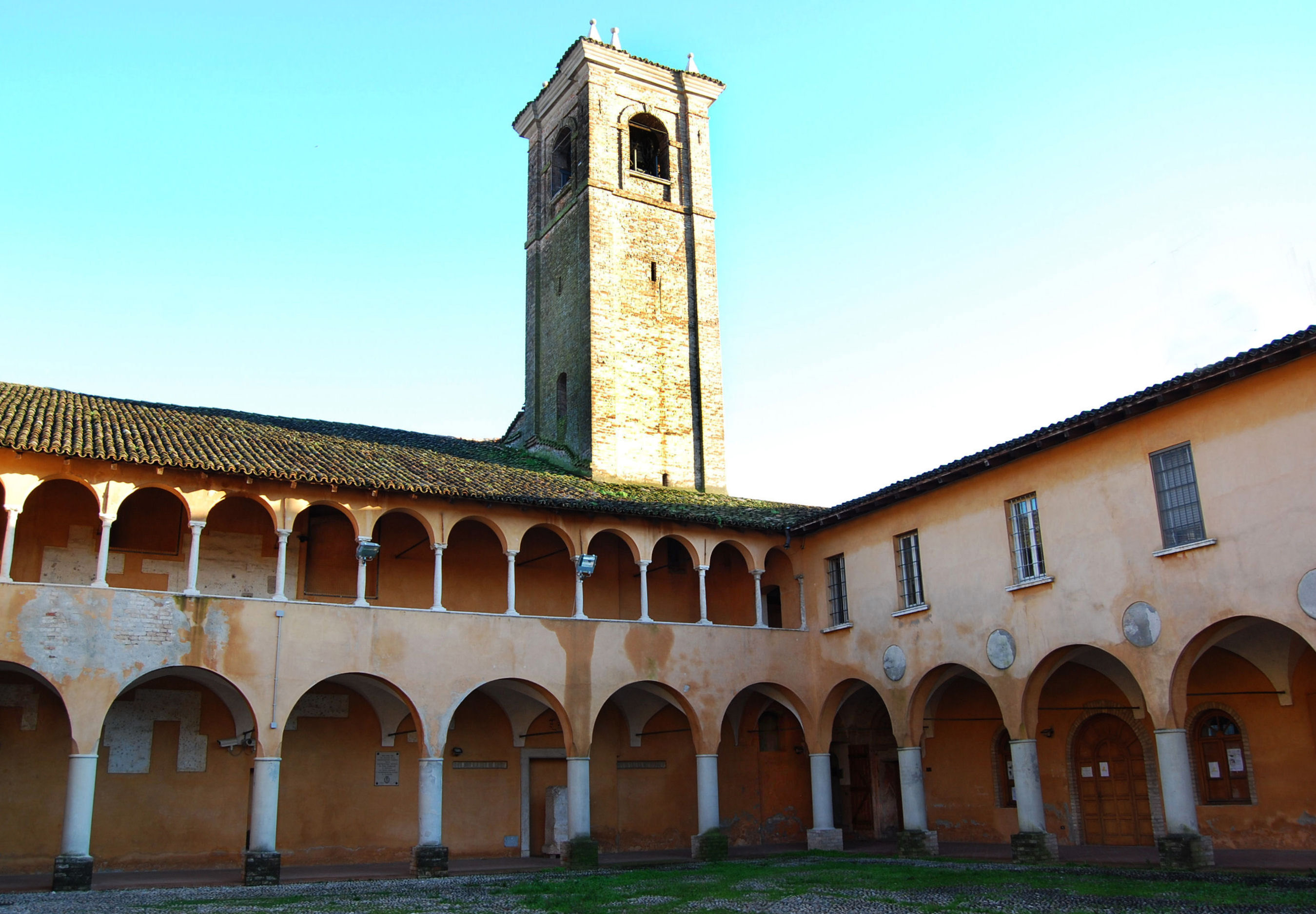
Chiostro della chiesa di Santa Maria Della Rosa

### Architetture religiose
- Chiesa di San Silvestro, parrocchiale di Calvisano. L'attuale fabbrica fu ricostruita nel corso del XVIII secolo, sopra una costruzione precedente risalente al Seicento, e consacrata il 2 settembre 1792. All'interno sono presenti tele e affreschi di numerosi autori tra cui uno "Sposalizio di santa Caterina" del Romanino, "San Bartolomeo e san Pietro" del Moretto, "Sant'Anna" e "Deposizione" sono opere di allievi di Giambattista Tiepolo. Statue settecentesche ornano la facciata e gli interni[28].
- Monastero dei Domenicani, risale al XV secolo[17]. È dotato di chiostro, mentre la sala delle Tele contiene una raccolta di quadri preziosi e di notevoli dimensioni rinvenuti all'interno del complesso.
- Chiesa di Santa Maria della Rosa. Chiesa annessa al monastero dei Domenicani, fu consacrata l'8 ottobre 1498. All'interno sono presenti affreschi del XVI secolo[17].
- Disciplina di san Giovanni Battista: costruita nel XV secolo per ospitare la confraternita dei cruce signati. All'interno, il soffitto è dipinto, mentre gli affreschi sono opere di diversi autori, di cui alcuni allievi del Foppa, dipinti fra il Quattrocento e il Seicento. Dopo la soppressione del 1797 fu tramutata in magazzino; fu riscatta e restaurata da un comitato locale nel 1971[17].
- Chiesa di santa Maria delle Brede: ricostruzione del Seicento di una precedente chiesa, a sua volta restaurata nel 1388. All'interno è presente un affresco della Vergine con bambino[28].
- Chiesa di san Michele: ha ospitato il "Museo della civiltà contadina".
- Chiesa di Santa Maria Annunziata, parrocchiale di Viadana. In origine fu oratorio della parrocchia di San Silvestro. Ospita una statua lignea della Madonna del XV secolo e conserva un affresco con Crocefisso. Fu dotata di un nuovo altare nel 1711, con parapetto in marmo del 1736, venne ampliata tra il 1898 e il 1904 e di nuovo nel 1998. Dal 1959 è parrocchia[29].

• Chiesa di Santa Maria della Rosa, parrocchiale di Malpaga, già esistente nel 1400 successivamente ampliata nel 1925
Ospita due statue lignee raffiguranti la Madonna del rosario, una donata dalla famiglia Rampinelli nel 1720 e l'altra, anch'essa settecentesca, dono dei principi Gonzaga.
Pala d'altare raffigurante Maria nascente e in gloria tra i santi Pietro e Paolo.
Pala d'altare raffigurante la resurrezione, attribuita alla scuola del Tiziano.

### Architetture civili e militari
- Palazzo Lechi: fu costruito su ordine dei fratelli Giovanni Maria junior e Carlo Polini tra il 1723 e il 1730, anno in cui i lavori furono sospesi. Il progetto prevedeva la realizzazione di una dimora a forma di castello con torri ai quattro angoli, ma solo due di queste furono realizzate. L'interno è dotato di scalone e varie sale, mentre all'esterno il cortile è attorniato su due lati da edifici più bassi[30].
- Palazzo Schilini: costruzione del Quattrocento e sede municipale.
- Castello: della fortificazione originaria rimangono tracce nel tessuto urbano e le due porte, una a nord e l'altra a sud. Quest'ultima è sormontata dalla Torre civica.
- Villa Cazzago: posta in località Brancoleno, secondo Mazza (1986) fu costruita da Bartolomeo Cazzago nel Seicento. La facciata è compatta e il portico è a cinque campate[17].

## Società

### Evoluzione demografica

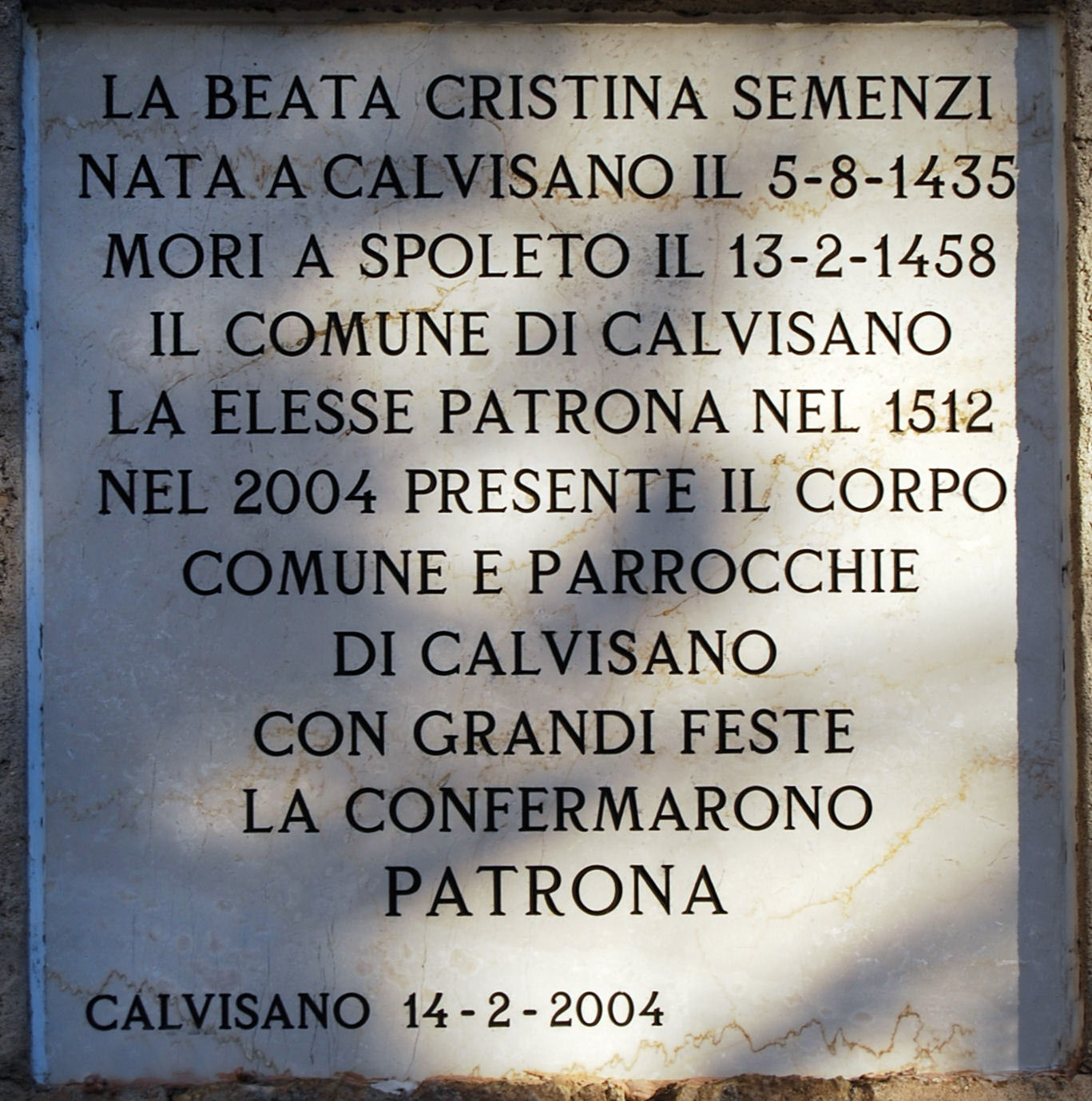
Lapide alla beata Cristina Semenzi sulla chiesa parrocchiale

Abitanti censiti

### Lingue e dialetti
Nel territorio di Calvisano, accanto all'italiano, è parlata la lingua lombarda prevalentemente nella sua variante di dialetto bresciano.

## Cultura

### Istruzione
A Calvisano sono presenti due asili nido, una scuola dell'infanzia paritaria e un Istituto Comprensivo (con plessi dislocati anche nelle frazioni di Viadana e Mezzane) che comprende: scuola dell'infanzia, scuola primaria e scuola secondaria di primo grado. Sono inoltre presenti due distaccamenti della scuola d'istruzione superiore Scuola Bottega Artigiani di San Polo.

## Geografia antropica
Lo statuto comunale riconosce tre frazioni:
- Malpaga, situata a nord-ovest della sede comunale;
- Mezzane, posta ad oriente dell'abitato di Calvisano, lungo la strada per Carpenedolo;
- Viadana, ubicata a nord dell'abitato principale, lungo la strada per Castenedolo.

## Economia
Nel settore agricolo sono presenti la coltivazione di mais, orzo, erba medica e barbabietole da zucchero.
È particolarmente rilevante il settore dell'allevamento di suini, manzi, vitelli, vacche da latte.
Dal 1974 vi si è inoltre sviluppata la piscicoltura, per la produzione del caviale, grazie alla presenza di Agroittica Lombarda.
Nel campo dell'industria sono presenti produzioni di acciaio (Acciaierie di Calvisano nella frazione di Viadana), macchine utensili per l'agricoltura, calzature, calze. Compare anche l'industria casearia.
Sono anche presenti attività artigianali e commerciali.

## Infrastrutture e trasporti
Il territorio comunale è attraversato dalla ferrovia Brescia-Parma che lo serve tramite due stazioni: quella di Calvisano, posta nei pressi del centro abitato principale, e quella di Viadana Bresciana, a servizio dell'omonima frazione.
Viadana e il paese sono collegati tra loro tramite la provinciale 37 che unisce la Fascia d'Oro di Castenedolo a Isorella. Calvisano stesso è collegato a Carpenedolo e alla frazione Mezzane dalla provinciale 69 e a Leno dalla provinciale 68. Il territorio comunale è attraversato ad occidente dalla provinciale 24 Chiaviche-Cadimarco, mentre ad oriente dalla provinciale 29, che collega Montichiari a Remedello.

## Amministrazione
| Periodo | Periodo   | Primo cittadino   | Partito                                         | Carica  | Note          |
| ------- | --------- | ----------------- | ----------------------------------------------- | ------- | ------------- |
| 1995    | 2004      | Giovanni Appiani  | lista civica "I Popolari"                       | Sindaco | [ 35 ] [ 36 ] |
| 2004    | 2014      | Angelo Formentini | lista civica "Forze Unite e Lega per Calvisano" | Sindaco | [ 37 ] [ 38 ] |
| 2014    | 2019      | Giampaolo Turini  | lista civica "Calvisano Cambia"                 | Sindaco |               |
| 2019    | in carica | Angelo Formentini | Centro Destra per Calvisano                     | Sindaco |               |

## Sport

### Calcio
L'A.C. Calvina Sport 1946 è la squadra di calcio del comune di Calvisano. Fondata nel 1946, milita attualmente in Seconda Categoria; Girone F di Brescia, il penultimo livello dilettantistico del campionato italiano di calcio.

### Rugby
Il Rugby Calvisano S.r.l. è la società di rugby del comune di Calvisano. Fondata nel 1970 e divenuta nei primi anni duemila una delle formazioni principali del panorama rugbistico nazionale, vanta nel suo palmarès sette scudetti e tre Coppe Italia. Milita nel campionato italiano di massima divisione e disputa le proprie gare interne allo stadio San Michele.

### Altre società sportive
- A.S.D. Nuoto Calvisano
- A.S.D. Scuola Volo “La Zappaglia”: attività di volo di aerei ultraleggeri, volo da diporto o sportivo (VDS).